# Le Deuxième Père

Le Deuxième Père (titre anglais : Second Best), est un film américano-britannique réalisé par Chris Menges et sorti en 1994.

## Synopsis
Au pays de Galles, James est un jeune garçon perturbé dont le père, écarté de lui par un divorce, organise le rapt alors qu'il a 5 ans. Arrêté par la police, l'homme est envoyé en prison et son fils placé dans une institution car sa mère se suicide peu après. Il a dix ans quand il devient adoptable, mais il est impulsif et violent. C'est Graham Holt (William Hurt) qui dépose un dossier de demande d'adoption et choisit ce garçon très difficile. Holt est un postier célibataire quadragénaire qui vit seul avec son vieux père dépressif avec lequel il a eu lui aussi un contentieux affectif. Il obtient la garde de James sous le contrôle d'une assistante sociale, mais le garçon, qui voudrait renouer avec son père qu'il idéalise, ne se laisse pas facilement apprivoiser. Un long combat attend Graham Holt pour gagner la confiance et l'affection du garçon. Quand son père réapparaît, il est atteint du sida et se sait condamné.

## Fiche technique
- Titre : Le Deuxième Père
- Titre original : Second Best
- Réalisation : Chris Menges
- Scénario : David Cook, d'après sa nouvelle
- Production : Warner Bross, FRON Film, Sarah Radcliff
- Musique : Simon Boswell
- Photographie : Ashley Rowe
- Pays d'origine : Royaume-Uni, États-Unis
- Format : Couleurs - 1,85:1 - 35 mm
- Genre : Drame
- Langue : anglais
- Durée : 105 minutes
- Date de sortie : 1994

## Distribution
- William Hurt :  Graham Holt, l'adoptant
- Chris Cleary Miles : James, le garçon à 10 ans
- Jake Owen : James à 5 ans
- Paul Wilson : Colin, père de Graham
- Shaun Dingwall : Graham Holt à 20 ans
- Jane Horrocks : Debbie, l'assistante sociale
- Alan Cumming : Bernard
- Mossie Smith : Lynn, ancienne mère adoptive de James
- John Hurt : l'oncle Turpin
- Rachel Freeman : Elsie
- Keith Allen : John, le père de James

## Édition
Le film est édité en DVD en 2012 par Warner Bross Home Video dans la collection Archive Collection, sans doublage. Il n'est pas commercialisé en France (2021).